# Colisión aérea de Namibia de 1997
El 13 de septiembre de 1997, una aeronave de observación Tupolev Tu-154M de la Fuerza Aérea de Alemania y un avión de transporte C-141B Starlifter de la Fuerza Aérea de los Estados Unidos resultaron destruidos en una colisión en el aire a 35 000 pies (10 668 m) frente a la costa de Namibia. Las treinta y tres personas a bordo de ambos aviones fallecieron. En el momento de la colisión, el Tupolev volaba en ruta sur desde Niamey, Níger, a Ciudad del Cabo, Sudáfrica, mientras que el C-141 estaba en rumbo noroeste desde Windhoek, Namibia,a la Isla Ascensión.
Ninguno de los aviones estaba dotado de sistema de prevención de colisiones TCAS, y aunque ambas tripulaciones habían rellenado un plan de vuelo, el avión alemán no estaba en contacto con el Control de Tráfico Aéreo de Namibia y los controladores no estaban advertidos de su presencia en el espacio aéreo namibio. Además, el Tupolev estaba volando a una altitud incorrecta, según su plan de vuelo y la regla semicircular.
La consiguiente investigación de la Fuerza Aérea de los Estados Unidos concluyó que la tripulación alemana fue la responsable del accidente, haciendo referencia a que el error del piloto y un inadecuado control del tráfico aéreo contribuyeron a la pérdida fatal de la separación.
Un año antes del accidente, la Asociación Internacional de Pilotos de Aerolínea había afirmado que desde un punto de vista de seguridad, el 75 por ciento del espacio aéreo africano era "muy deficiente"."

## Aviones y tripulaciones

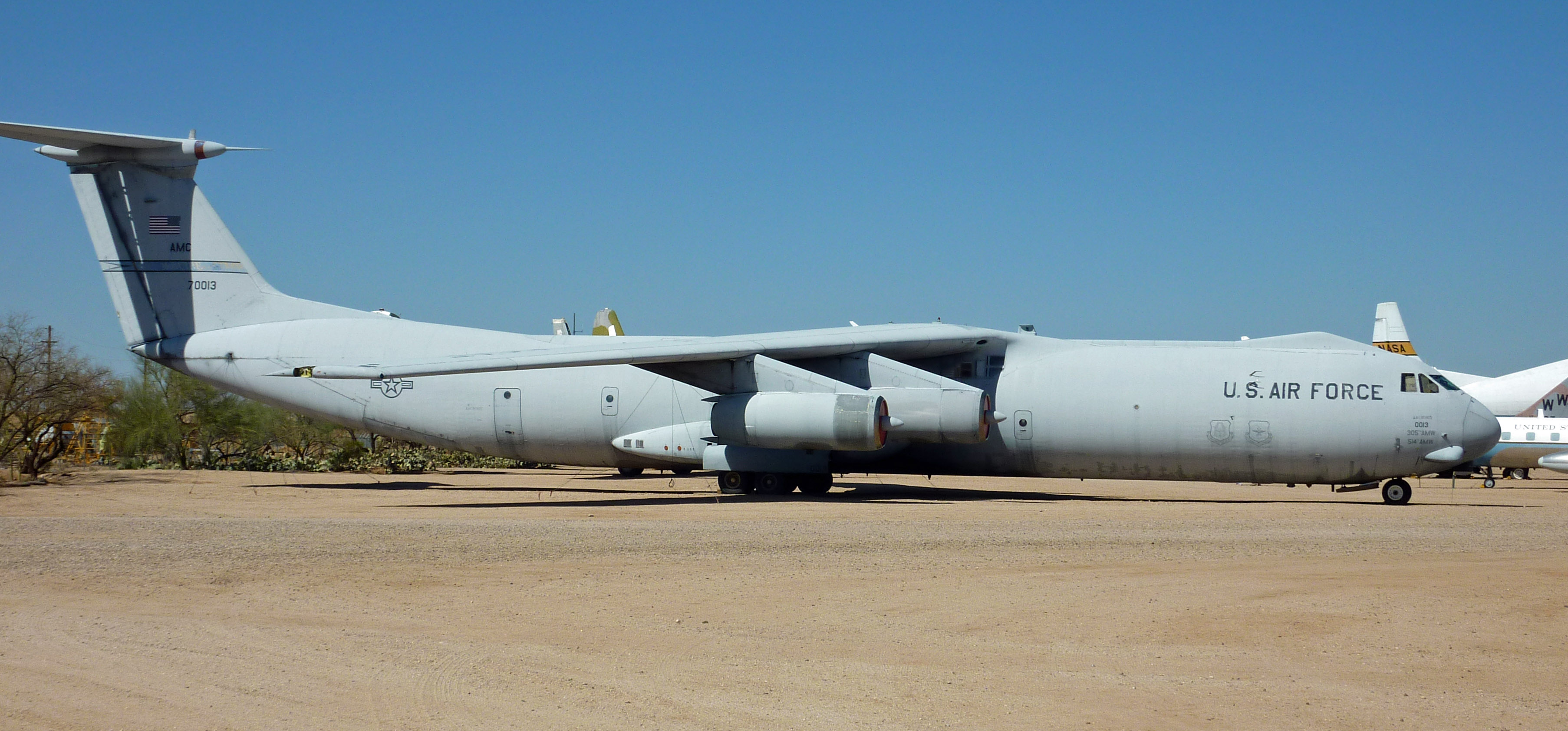
Un C-141B similar al involucrado en el accidente..

El Lockheed C-141 Starlifter fue un avión de transporte táctico cuatrimotor en servicio con la Fuerza Aérea de los Estados Unidos. El ejemplar implicado en el accidente, una variante C-141B, con registro 65-9405, fue asignado al Ala 305 de Movilidad Aérea ubicada en la Base de la Fuerza Aérea de McGuire, Nueva Jersey. En aquel momento estaba efectuando un vuelo humanitario a Namibia, para entregar un equipo de minería a las Naciones Unidas.
El avión utilizaba el código de llamada REACH 4201, y estaba pilotado por el capitán Peter Vallejo, de 34 años, con el capitán Jason Ramsey, de 27, y el capitán Gregory M. Cindrich, de 31, como segundos de a bordo. Otras seis personas se encontraban a bordo, incluyendo un jefe de tripulantes, dos ingenieros, y dos personas de gestión de cargas.
El Tupolev Tu-154M implicado, con registro 11+02, fue uno de los dos en la flota de la Luftwaffe, ambos heredados de la Fuerza Aérea de Alemania del Este. Asignados al 1 Staffel/Flugbereitschaft, habían sido utilizados previamente con propósitos de verificación bajo el Tratado de Cielos Abiertos. Para ello fue dotado de cámaras y sensores en el fuselaje. El avión fue operado por una tripulación de diez personas y viajaban catorce pasajeros, que incluía a doce miembros de la marina de Alemania y dos de las esposas, que se encontraban en viaje de Colonia, Alemania a Ciudad del Cabo, Sudáfrica, para una regata para celebrar el 75° aniversario de la Marina de Sudáfrica. Los pilotos, ambos con experiencia, fueron Ralph Reinhold y Klaus Ehrlichmann. Volando con el código de llamada GAF 074, el avión había efectuado una parada técnica en Niamey y tenía previsto aterrizar en Windhoek para otra parada de repostaje antes de continuar viaje hacia Ciudad del Cabo.

## Vuelo y colisión

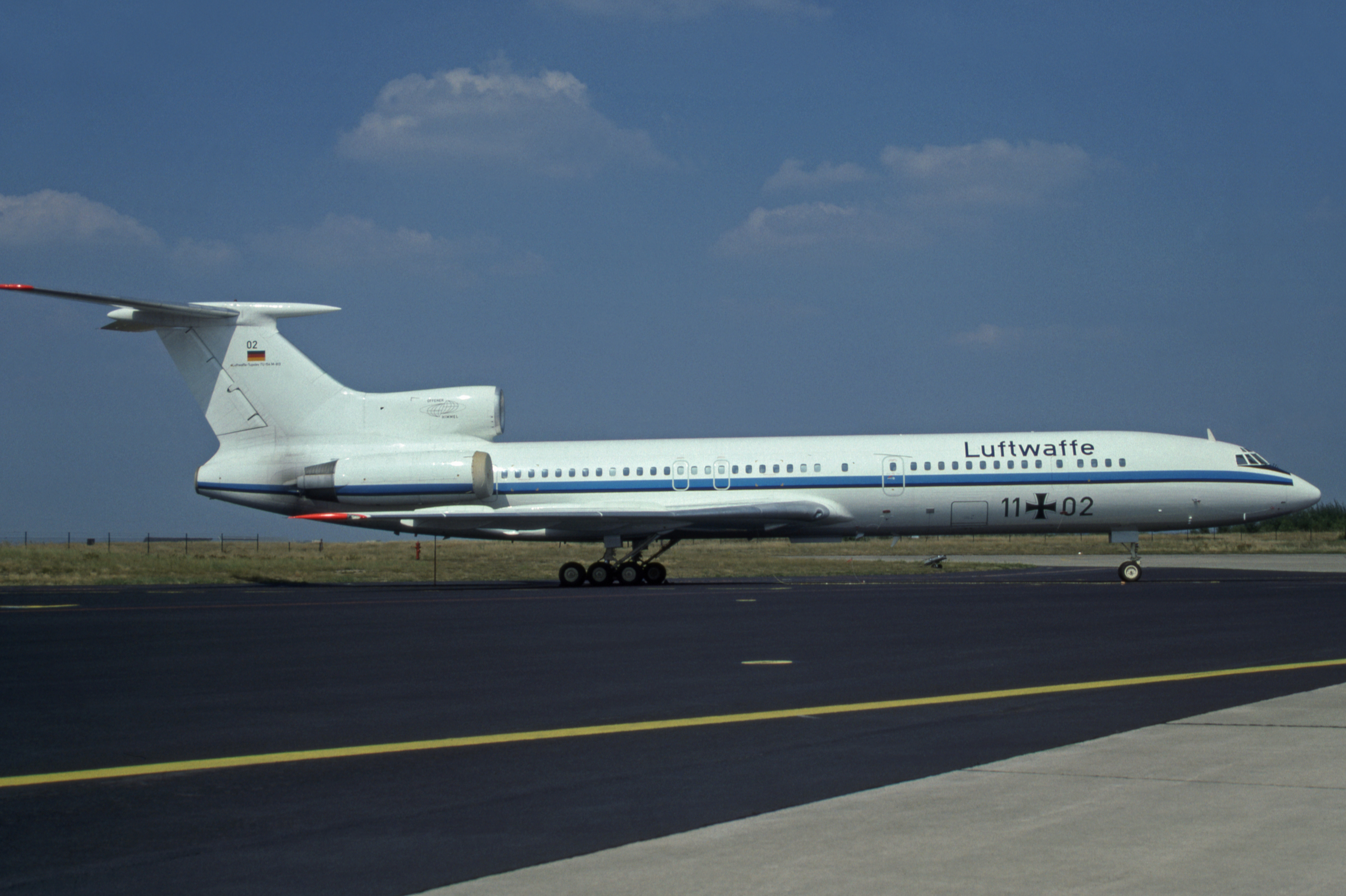
Luftwaffe 11+02 implicado en el accidente.

### Patrones de vuelo
El Tu-154M de la Luftwaffe partió de Colonia, Alemania el 13 de septiembre de 1997 y aterrizó en Niamey, Níger para repostar. Mientras se encontraba en Níger, la tripulación rellenó un plan de vuelo solicitando una altitud de 35.000 pies con un ascenso en ruta hasta los 39.000 pies. A las 10:35 UTC, el GAF 074 partió de Niamey y comenzó a volar en rumbo sur. Mientras sobrevolaba el espacio aéreo de Gabón, el GAF 074 recibió un ligero cambio de ruta. El avión cambió su altitud cuando pasó a llevar un sentido este, en cumplimiento con los requisitos de la aerovía.
A las 14:11 UTC, el C-141B de la Fuerza Aérea de los Estados Unidos partió de  Windhoek, Namibia rumbo a la Isla Ascensión, un territorio británico en el Atlántico Sur. El plan de vuelo para el REACH 4201 fue el de volar en rumbo noroeste a una altitud de crucero de 35.000 pies. En el momento que el avión despegó se reportaron condiciones de vuelo visual.

### Control de Tráfico Aéreo
En 1996, la Asociación Internacional de Pilotos de Aerolínea (IFAPA) cifró en un 75% el espacio aéreo africano que estaba "muy deficiente." Por cuestiones de seguridad y un pobre servicio de control de tráfico aéreo. La situación fue tan extrema que ese mismo año, los pilotos de aerolíneas de Sudáfrica reportaron más de setenta alertas de colisiones cuando sobrevolaban el continente africano.
El C-141B estaba bajo control del Control de Tráfico Aéreo de Namibia desde su despegue de Windhoek.  Los controladores de Namibia no habían recibido un plan de vuelo o señal de entrada del Tu-154M y no estaban advertidos de que el avión alemán se había internado en su región de información de vuelo. El último estamento en tener contacto con la aeronave alemana fue el control de tráfico aéreo de Acra.  Las autoridades de control del tráfico aéreo en Luanda, Angola no habían contactado con los controladores de Namibia para informar de la presencia de la aeronave cómo estaba indicado en las regulaciones de la OACI. El Tu-154M había modificado su altitud durante el vuelo sin que el controlador tuviese conocimiento. Entre los factores contribuyentes al fallo de comunicación, la Red fija de telecomunicaciones aeronáuticas, un sistema que facilitaba el intercambio de mensajes entre los controladores aéreos no estaba en servicio en aquel momento. El Centro de Control del Tráfico Aéreo de Windhoek recibió la última comunicación de la tripulación del C-141B a través de la radio de alta frecuencia, donde afirmaban estar nivelados a 35.000 pies.

### Colisión
A las 15:10 UTC, a sesenta y cinco millas náuticas de la costa de Namibia, los dos aviones colisionaron. El Tu-154M golpeó al C-141B en la parte inferior del fuselaje, provocando una explosión que fue visto como una ráfaga brillante por el satélite de observación estadounidense que sobrevolaba la zona. Las grabaciones de voz de cabina mostraba que al menos un miembro de la tripulación del Tu-154M se percató del C-141B e intentó una maniobra evasiva sin éxito. Una transcripción de la grabadora de voz de cabina mostró que la tripulación americana no había fallecido en el impacto. Uno de los pilotos pudo ser escuchado diciendo "Máscaras de oxígeno, ponérosla, ponérosla. Encended rápido las luces." Además, un avión de la Fuerza Aérea de Francia cercano informó que había escuchado una llamada "mayday". Ambas aeronaves impactaron en el mar, matando a los treinta y tres pasajeros y tripulantes a bordo de ambas aeronaves.

## Búsqueda y recuperación
Las autoridades del control de tráfico aéreo de la Isla Ascensión intentaron en cincuenta ocasiones contactar con los responsables en Namibia cuando el C-141B no llegó a la hora prevista. A las 10:55 UTC del día siguiente, el control de tráfico aéreo de Ascensión contactó con el Comando de Movilidad Aérea y les notificaron la ausencia de contacto con la aeronave. A las 11:00 UTC, el avión fue declarado como desaparecido. Se llevó a cabo un esfuerzo de búsqueda internacional por parte de los Estados Unidos, Francia, Gran Bretaña, Alemania y varios países africanos, peinando el mar de Namibia en busca de algún rastro de restos. Un avión francés que sobrevolaba la teórica zona del accidente recibió una leve señal de uno de los localizadores de emergencia de uno de los aviones. La Fuerza Aérea de Sudáfrica afirmó haber recibido la señal de un chaleco salvavidas, dando alas a la posibilidad de encontrar supervivientes. Se asumió que el motivo principal fue una colisión en el aire al coincidir la desaparición de ambos aviones en tiempo y espacio. Las primeras piezas de los restos fueron encontradas por un barco de búsqueda el 16 de septiembre. Seis días después del accidente, las autoridades anunciaron el hallazgo del cuerpo del tripulante de cabina de 43 años Saskia Neumeyer, el primer cuerpo en ser recuperado.
En diciembre de 1997, se descubrieron algunos pedazos. El cuerpo de Saskia Neumeyer había sido el único de los treinta y tres pasajeros y tripulantes desaparecidos en ser recuperado y una escasa cantidad de restos fueron encontrados. Un barco de pesca descubrió varias prendas de ropa el 13 de diciembre a una profundidad de 655 metros. Los restos del capitán Peter Vallejo y del capitán Jason Ramsey fueron localizados por buceadores a finales de diciembre de 1997 junto con restos de huesos no identificados de otros miembros de la tripulación. Fueron enterrados el dos de abril de 1998 en el Cementerio Nacional de Arlington.

## Investigación y consecuencias

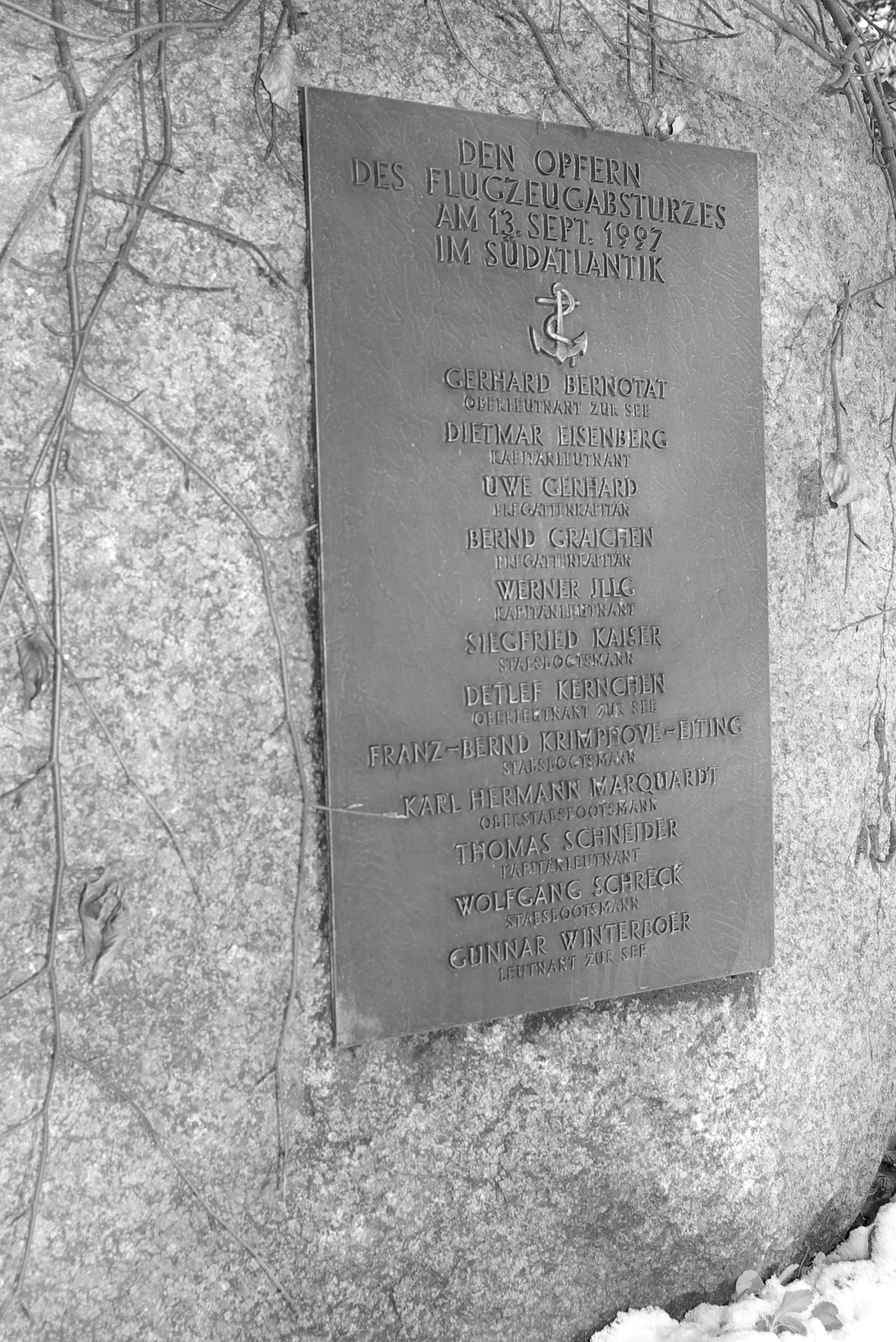
Placa en memoria de los pasajeros del Tu-154M de laLuftwaffe.

En 1997, la Fuerza Aérea de los Estados Unidos nombraron al Coronel William H. C. Schell Jr. para llevar a cabo la investigación del accidente. El informe final junto con sus conclusiones fue publicado en marzo de 1998. La investigación culpabilizó principalmente a la tripulación alemana, quién estaba volando a 35.000 pies violando la regla semicircular, que sostiene que un avión en curso sureste debe volar a una altitud de 29.000, 33.000, 37.000 o 41.000 pies. La Luftwaffe también concluyó que su avión fue el responsable del accidente en su propia investigación.
Además el informe citaba problemas sistémicos en el sistema de tráfico aéreo de África como factor que contribuyó al accidente, culpando al fallo de los equipos de comunicaciones que impidieron que el plan de vuelo del avión alemán fuese transmitido a través de los canales adecuados y la negligencia de los controladores en Luanda quienes no transmitieron la posición del avión al ATC de Namibia. Otro factor que contribuyó sustancialmente fue la utilización esporádica y extraña de la Red Fija de Telecomunicaciones Aeronáuticas (AFTN).
El informe indicaba que si ambos aviones hubiesen estado equipados con TCAS es altamente probable que el accidente hubiera podido evitarse, rezando, "la presencia de un TCAS completamente operativo en ambos aviones pudo haber prevenido el accidente." Un día antes de la publicación del informe, el Secretario de Defensa William S. Cohen anunció que el ejército iba a comenzar la instalación de TCAS en sus aviones.
La ausencia de un TCAS en el avión alemán aumentó la presión sobre el Ministerio de Defensa de Alemania para instalar sistemas de prevención de colisión en sus aeronaves. Pese a estar incluido en el Proyecto Objetivo Memorandum del C-141B durante cinco años, la instalación del TCAS comenzó en un pequeño número de aeronaves poco después del accidente.

## Galería

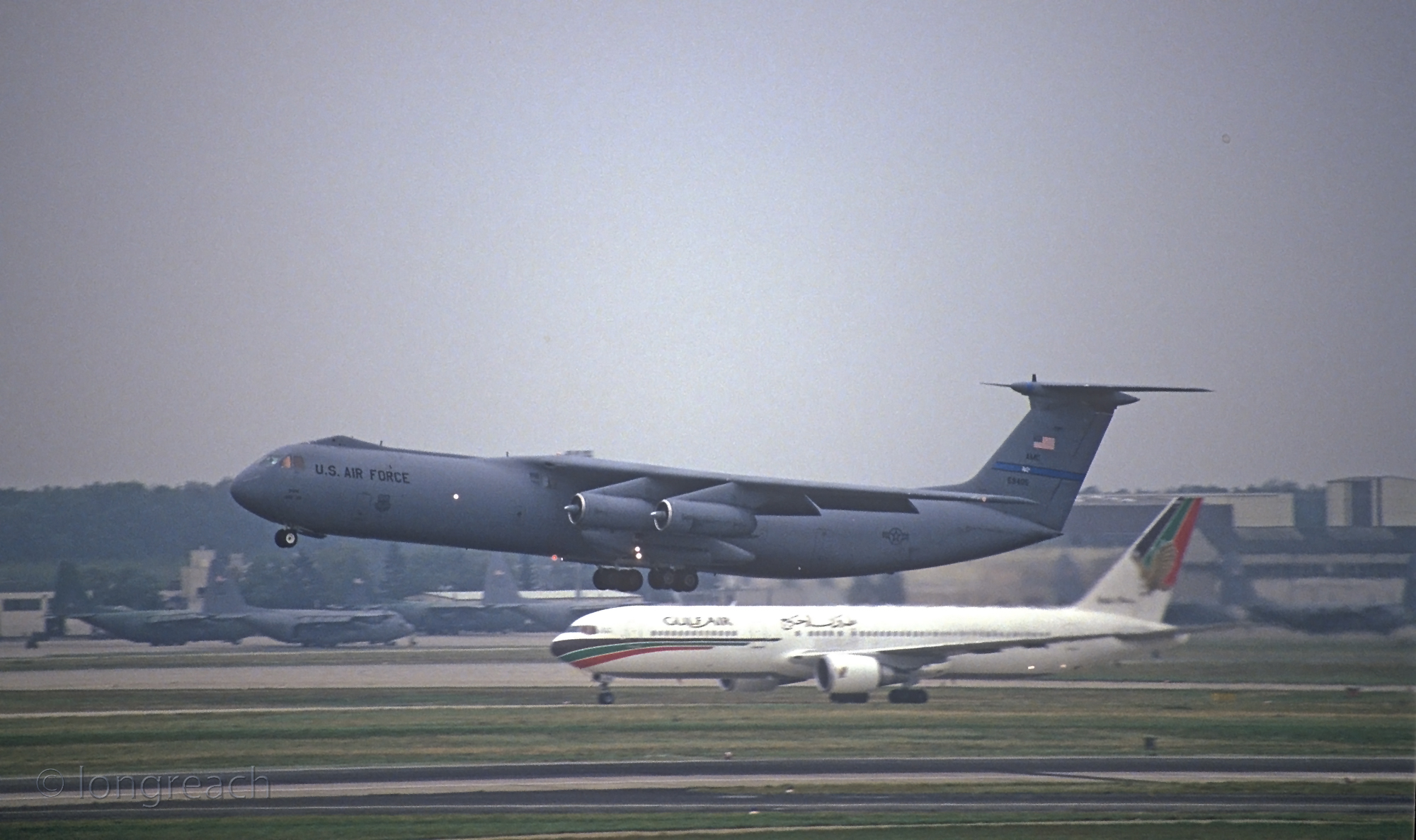
El C-141B Starlifter involucrado en el accidente, fotografiado en septiembre de 1993 junto a un Boeing 767 de Gulf Air.
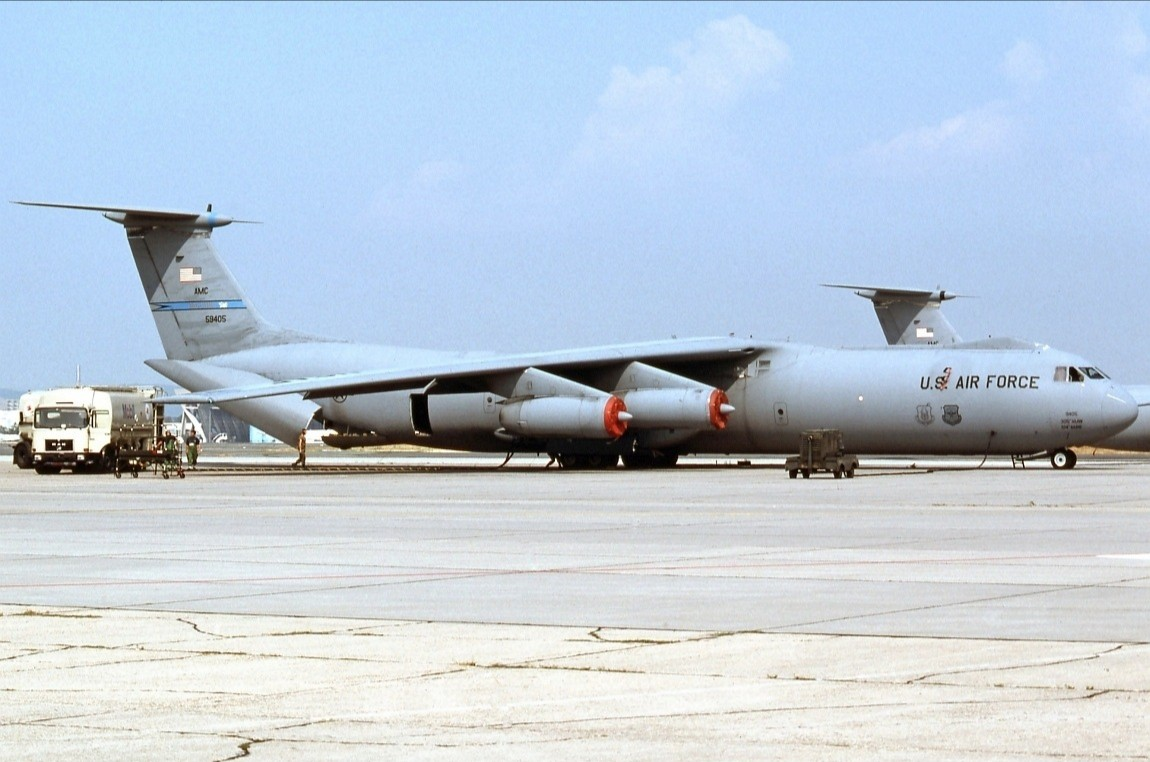
El C-141B Starlifter involucrado en el accidente en el Aeropuerto de Fráncfort del Meno en agosto de 1995.
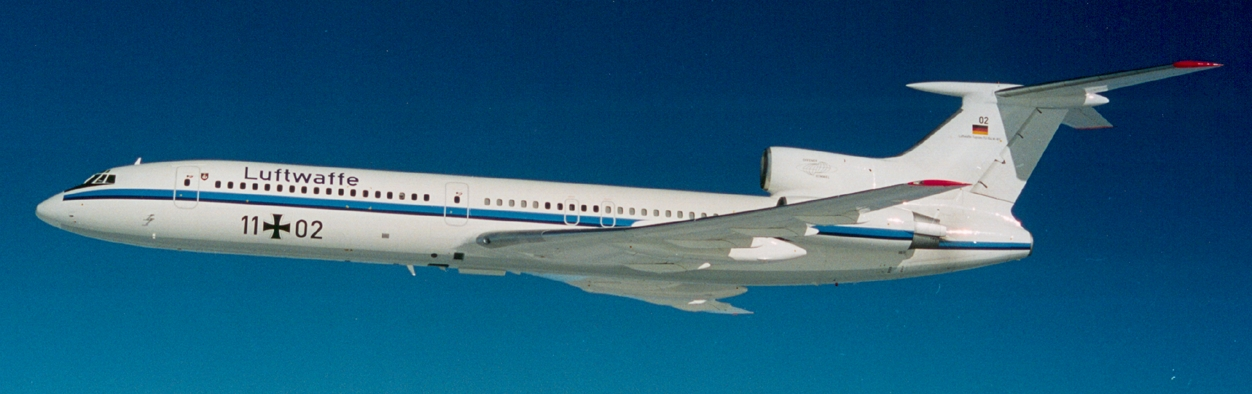
El Tupolev Tu-154M involucrado en el accidente.